# Lucie Beppler
Lucie Beppler (* 1961 in Wetzlar a.d. Lahn) ist eine deutsche Künstlerin, die abstrakte Zeichnungen erstellt.

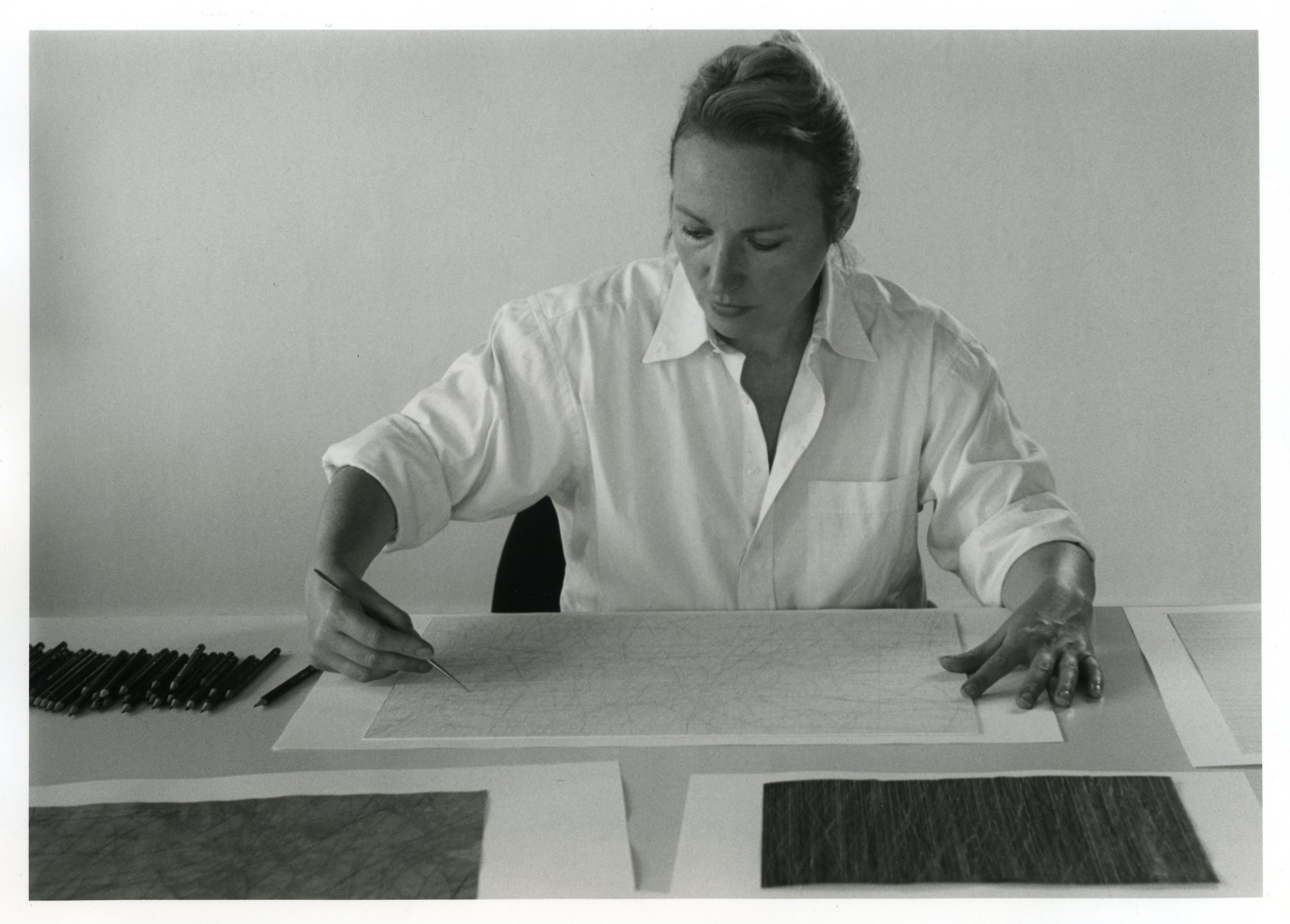
Lucie Beppler. Photo by Barbara Klemm

## Leben
Von 1981 bis 1986 studierte Beppler Kunst und Germanistik an der Justus-Liebig-Universität Gießen. Von 1986 bis 1993 studierte sie Freie Kunst an der Staatlichen Hochschule für Bildende Künste – Städelschule in Frankfurt. 2000 wurde sie mit dem Kunstförderpreis der UBS in Basel ausgezeichnet und erhielt 2001 den Maria Sibylla Merian-Preis des Hessischen Ministeriums für Wissenschaft und Kunst. Von 2006 bis 2010 war sie als Gastprofessorin für Zeichnen an der Universität Gießen tätig. Seit 2012 hat sie eine Gastprofessur für Grafik an der Johann Wolfgang Goethe-Universität Frankfurt am Main inne.

## Arbeitsweise
„Die Zeichnungen von Lucie Beppler sind abstrakte, flächendeckende Bilder von großer Verschiedenheit in der Strichbildung und der Oberflächenbearbeitung. In konzentrierter Folge entstehen monochrome, transzendente Räume, durch serielle, informelle oder konstruktive, akkumulierte Strukturen erfahrbar, in Helldunkel, Weiß, Grau und Schwarz. Reduzierte feine lineare Blätter auf Gessogrund mit Silberstift, harten Bleistiften und Gravurnadeln ausgeführt, stehen neben dunklen tiefen Raumschichtungen mit Ölstiften, Graphitstiften und Tusche gearbeitet. Verletzungen der Oberflächen, scharfe Einzeichnungen von Graten und Furchen ergeben einen haptischen, reliefartigen Charakter.

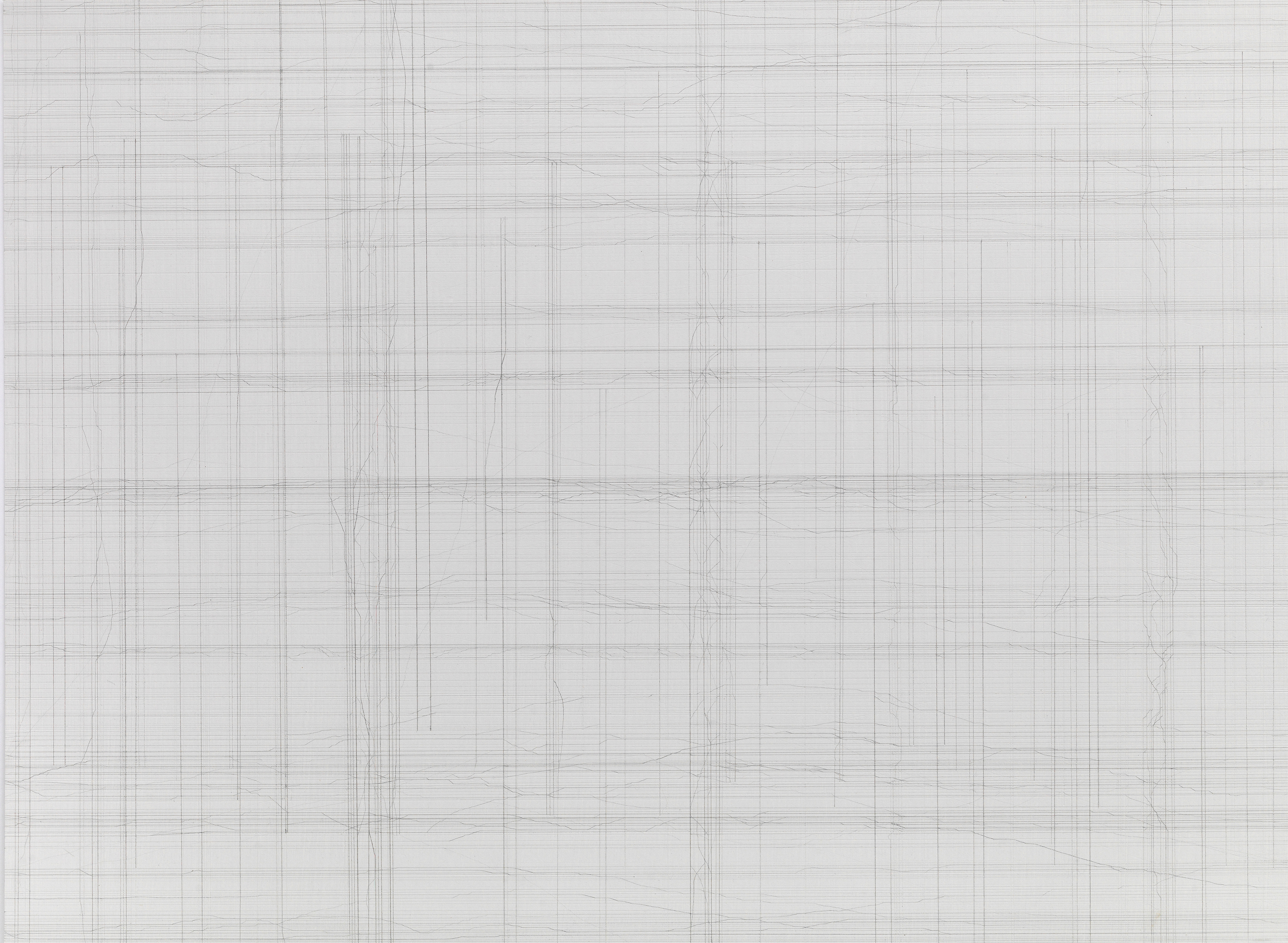
Lucie Beppler, Bleistift, Gravurnadel, Siberstift auf grundiertem Papier, 2010–12, 45 × 60,5 cm, Galerie Martin Kudlek

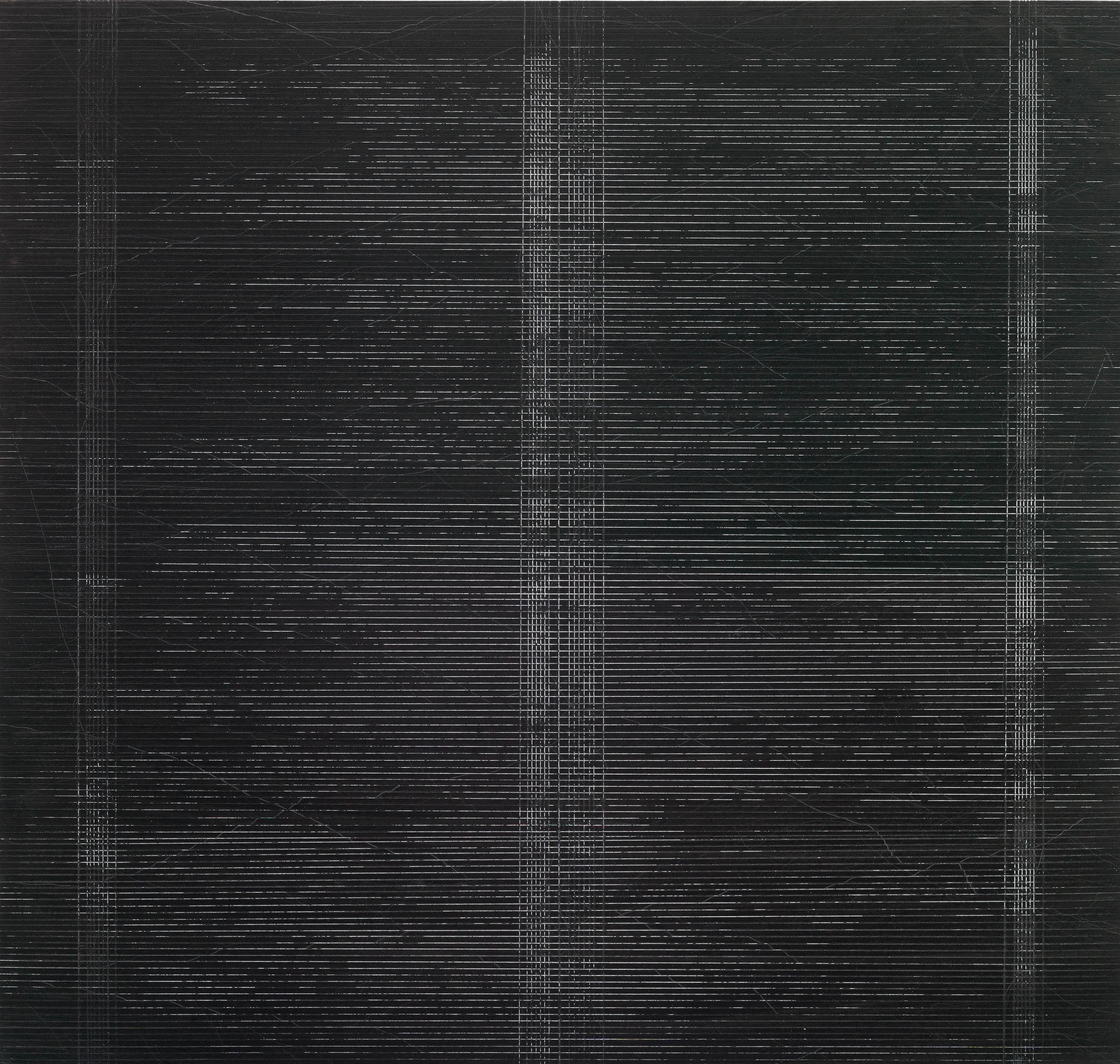
Lucie Beppler, Bleistift, Gravurnadel, Tusche auf grundiertem Karton, 2014, 55 × 60 cm, Galerie Martin Kudlek

Die Zeichnungen sind in mehreren Lagen streng durchgearbeitet. Fein unterlegte Quadrierungen, rasterartige Lineamente, Koordinaten und axiale Linien fangen die dichten Linienverknotungen, Durchkreuzungen, Überlagerungen und Liniennetze auf. Offene Räume entstehen neben dichten im Submillimeterbereich durchzeichneten. Die Intensität der Zeichnungen weisen sowohl radikale technische sowie geistige Entscheidungen auf, die an die reduziert abstrakten amerikanischen Zeichnungen anknüpfen, aber auch die universalen zeichnerischen Handschriften von der Renaissance bis zu einem expressiven Zeichenstrich einbeziehen.
Das verwendete Material und die Art der Bearbeitung sind Teil des Denkprozesses. Es findet bei der Betrachtung eine Anbindung der formalen Ebene an existentielle Inhalte statt. Die Arbeiten implizieren eine Interferenz von Emotion, Ratio und Materie, die sich in „Körperlichen Abstraktionen“ visualisieren.
In der Beschäftigung mit Begriffen wie Deduktion, Abstraktion, Aggregation, Polyphonie, Metrik, Filament, Licht, Raum, Zeit transformieren sich Form und Inhalt der Zeichnungen. Es sind gezeichnete „Erkenntnisprozesse“ in Form von Kompositionen auf Papier, die die Verletzlichkeit, Beschädigung, Endlichkeit mit einbeziehen.“

## Ausstellungen (Auswahl)
- 2016 Kunsthalle Hamburg, Zeichnungsräume, Hamburg
- 2014 The Drawingroom, Galerie im Taxispalais, Innsbruck
- 2013 Galerie Martin Kudlek, Köln
- 2012 Neue Linien, Neuerwerbungen grafischer Kunst, Deutscher Bundestag, Berlin
- 2012 Sammlung Hamburger Kunsthalle, Hamburg
- 2011 20 Jahre Gegenwart, Museum für Moderne Kunst, Frankfurt a. M.
- 2011 Abstraktion, Deduktion, Galerie Dittmar, Berlin
- 2010 Galerie Vidal-Saint Phalle, Paris
- 2008 Zeichnungen 2001–2008, Galerie Dittmar, Berlin
- 2007 ING Belgium Collection, Brüssel
- 2007 Kunsthalle, Basel/Liestal
- 2006 Neuerwerbungen, Hessisches Landesmuseum Darmstadt
- 2006 Kunstpreis der Böttgerstraße, Kunsthalle Bremen
- 2005 Bleistift, Städel Museum, Frankfurt a. M.
- 2004 Stadtgalerie Saarbrücken
- 2003 Lucie Beppler – Zeichnungen. Fotografien. Skulpturen, Hessisches Landesmuseum Darmstadt
- 2002 Deutsche Structured Finance, Deutsche Bank, Frankfurt a. M.
- 2001 Szenenwechsel XIX, Museum für Moderne Kunst, Frankfurt a. M.
- 2000 Museum Hungarian, Budapest
- 1995 Galerie am Lützowplatz, Berlin
- 1992 Medium Zeichnung, Frankfurter Kunstverein, Frankfurt a. M.
- 1989 Junge Kunst in Frankfurt, Deutsche Bank, Frankfurt a. M.

## Sammlungen
- Kunstsammlung des Deutschen Bundestages, Berlin
- Hamburger Kunsthalle, Hamburg
- Museum für Moderne Kunst, Frankfurt a. M.
- Graphische Sammlung, Städelsches Kunstinstitut, Frankfurt a. M.
- Hessisches Landesmuseum, Darmstadt
- Deutsche Bank, Frankfurt a. M.
- Hypo Vereinsbank, München
- ING Belgium Collection, Brüssel
- Sammlung Lhoist, Brüssel
- Deutsche Structured Finance, Frankfurt a. M.
- Museum of Photography, Seoul
- BNPParisbas, Frankfurt/Paris
- George Washington University, Washington
- Privatsammlungen